# Presa di Malines
La presa di Malines (indicata anche come massacro di Malines) fu uno scontro combattuto nell'ambito della guerra degli ottant'anni che si svolse il 9 aprile 1580 presso la città di Malines, nell'attuale Belgio.
La città di Malines venne conquistata dalle forze calviniste provenienti da Bruxelles con un grande contingente di mercenari inglesi. La città venne brutalmente saccheggiata ed i suoi tesori religiosi distrutti o rubati.

## Antefatto
Nel 1579, la signoria di Malines era uno dei pochi territori dei Paesi Bassi ad essere rimasto fedele al re di Spagna. Gran parte delle città attorno all'area come Anversa, Bruxelles e Gand erano governate dai calvinisti, i quali ovviamente tentarono quanto prima di annettere anche quell'area.

## La presa di Malines
Il sindaco calvinista di Bruxelles, Olivier van den Tympel, organizzò un esercito col supporto di truppe inglesi al comando di John Norreys e del capitano scozzese Stuart. Dopo un breve scontro con gli Schutterij di Malines e le truppe spagnole, la città venne facilmente conquistata.
Gli inglesi ad ogni modo si rivoltarono contro la popolazione, saccheggiando le case, le chiese ed i monasteri locali, giungendo addirittura a dissotterrare i morti alla ricerca di oggetti di valore da rivendere in seguito. Circa sessanta civili vennero uccisi e l'arcivescovo Matthias Hovius dovette rimanere nascosto in un armadio per tre giorni sino a quando non riuscì a lasciare in segreto la città, vestito da contadino. Il monaco carmelitano Petrus de Wolf prese parte alla difesa della città e venne ucciso da John Norreys in persona con le sue stesse mani.
Malines rimase sotto il controllo dei calvinisti sino alla riconquista ad opera di Alessandro Farnese e degli spagnoli nel 1585.